# Sørhortane
Die Sørhortane (norwegisch für Südfelsen) sind Felsvorsprünge im ostantarktischen Königin-Maud-Land. Im Wohlthatmassiv ragen sie entlang des nordöstlichen Rands des Horteriset südlich der Petermannketten auf.
Erste Luftaufnahmen entstanden bei der Deutschen Antarktischen Expedition 1938/39 unter der Leitung des Polarforschers Alfred Ritscher. Norwegische Kartographen, die sie auch benannten, kartierten sie anhand von Vermessungen und Luftaufnahmen der Dritten Norwegischen Antarktisexpedition (1956–1960).